# Photonectes phyllopogon
Photonectes phyllopogon és una espècie de peix de la família dels estòmids i de l'ordre dels estomiformes.

## Morfologia
- Els mascles poden assolir 10 cm de longitud total.[3][4]

## Hàbitat
És un peix marí i d'aigües tropicals que viu entre 100-700 m de fondària.

## Distribució geogràfica
Es troba a l'Atlàntic oriental (3°S 19°W), l'Atlàntic occidental (Petites Antilles), l'Índic i el Pacífic.